# Seznam japonskih pisateljev
Seznam japonskih pisateljev.

## A
- Kobo Abe
- Rjunosuke Akutagava
- Ikuma Arišima
- Takeo Arišima

## D
- Osamu Dazai (Cušima Šudži)
- Iku Džipenša

## E
- Masaru Emoto
- Fumiko Enči (Enchi, r. Ueda)
- Šūsaku Endō

## H
- Keiichiro Hirano
- Tarō Hirai (ps. Edogawa Ranpo)
- Naoki Hyakuta

## I
- Jasuši Inoue
- Kazuo Ishiguro
- Sei Ito

## J
- Kenkō Jošida
- Sunao Jošida
- Miyamoto Yuriko

## K
- Jasunari Kavabata
- Ikki Kita
- Takidži Kobajaši
- Rohan Kōda
- Hjakuzō Kurata

## M
- Jukio Mišima
- Kenji Miyazawa
- Ogai Mori (pr.i. M. Rintaro)
- Haruki Murakami
- Rjū Murakami
- Šikibu Murasaki

## N
- Sōseki Nacume
- Kafū Nagai
- Seio Nagao
- Šin'ičirō Nakamura
- Hiroši Noma

## O
- Minako Oba
- Kenzaburō Oe (1935 – 2023)
- Shūmei Ōkawa
- Šōhei Ōoka
- Kōjō Ozaki

## R
- Edogawa Ranpo (pr.i. Tarō Hirai)

## S
- Hiro Sachiya
- Makoto Sataka
- Ton Satomi
- Šonagon Sei

## Š
- Naoja Šiga

## T
- Katai Tajama
- Izumo Takeda
- Rintaro Takeda
- Džuničiro Tanizaki (Jun'ichirō Tanizaki)
- Yoko Tawada (japonsko-nemška)
- Kendžirō Tokutomi
- Yoshiharu Tsuge (risar, esejist)

## U
- Akinari Ueda
- Bin Ueda

## V
- Yasunari Vatanabe